# Anà-Iurt
Anà-Iurt (en (ucraïnès): Ана-Юрт) és un poble de la República Autònoma de Crimea a Ucraïna, que el 2014 tenia 243 habitants. Pertany al districte de Simferòpol.